# Designated survivor
Designated survivor (dosł. z ang. wyznaczony ocalały) – członek amerykańskiego gabinetu wyznaczony, aby nie być obecnym na inauguracji prezydenckiej czy podczas wystąpienia prezydenta przed połączonymi izbami Kongresu (gdzie, w obu przypadkach, wymagana jest obecność praktycznie wszystkich najważniejszych osób w państwie). Ma to służyć temu, aby w wypadku ataku lub innego wydarzenia, gdy nikt z tam obecnych nie przeżyje, ocalała nieobecna osoba mogła objąć urząd prezydenta, aby zapewnić ciągłość władzy.
Praktyka ta wywodzi się z czasów zimnej wojny, kiedy obawiano się ataku nuklearnego podczas takich wydarzeń. Od tamtej pory wyznaczona osoba przebywa w tym czasie w odosobnionym, nieznanym miejscu pod ścisłą ochroną Secret Service.
Po zamachach na World Trade Center i Pentagon 11 września 2001 r. praktykę tę rozszerzono na dwóch senatorów i reprezentantów z głównych partii w Kongresie, aby ci mogli, w razie takiego fatalnego wydarzenia, przejąć urząd spikera Izby Reprezentantów oraz przewodniczącego pro tempore Senatu, którzy są następni w linii sukcesji po wiceprezydencie.
Dotąd nie zdarzył się przypadek ataku, który zagroziłby życiu najważniejszych osób w państwie. Taki przypadek został jednak elementem fabuły serialu o tym samym tytule, gdzie w rolę ocalałego wcielił się Kiefer Sutherland.

## Wybrane ostatnie przypadki
- Orędzie o stanie państwa w 1981 – Terrell Bell, sekretarz edukacji
- Orędzie w 1990 – Edward Joseph Derwinski, sekretarz ds. weteranów
- Orędzie w 1999 – Andrew Cuomo, sekretarz budownictwa
- Orędzie po zamachach 11 września – Dick Cheney, wiceprezydent oraz Tommy Thompson, sekretarz zdrowia
- Orędzie o stanie państwa w 2005 – Donald Evans, sekretarz handlu
  - senator i przewodniczący pro tempore Ted Stevens (R-Alaska)
  - senator Kent Conrad (D-Dakota Północna)
  - kongresmen John Doolittle (R-Kalifornia)
  - kongresmen George Miller (D-Kalifornia)
- Zaprzysiężenie Baracka Obamy na 44. prezydenta Stanów Zjednoczonych – Robert Gates, sekretarz obrony.

Jakkolwiek zarówno w 2005, jak i w 2006 r. w czasie orędzia wyznaczony sekretarz był nieobecny na sali, wśród wyznaczonych senatorów był Ted Stevens, który jako przewodniczący pro tempore Senatu ma pierwszeństwo w linii sukcesji. Gdyby zdarzyła się katastrofalna sytuacja, to on objąłby prezydenturę, a nie wyznaczony sekretarz.